# Valmy (cacciatorpediniere)
Il Valmy è stato un cacciatorpediniere della Marine nationale, appartenente alla classe Guépard.

## Storia
Fu completato nel 1930. Durante il suo impiego bellico nel corso della seconda guerra mondiale il Valmy riportò un successo il 30 gennaio 1940, quando, insieme al gemello Guépard, alle unità britanniche Whitshed (un cacciatorpediniere) e Fowey (uno sloop) e ad un idrovolante Short S.25 Sunderland, affondò il sommergibile tedesco U 55 nel punto 48°37' N e 7°48' O.
Il 27 novembre 1942, in seguito all'occupazione tedesca dei territori della Francia di Vichy, si autoaffondò a Tolone insieme al resto della flotta francese per evitare la cattura. 
Fu tuttavia giudicato riparabile e fu quindi riportato a galla agli inizi del 1943. Tuttavia il 20 gennaio di quell'anno, mentre veniva trainato in un porto ligure, fu colpito e danneggiato nelle acque di Savona da aerei britannici. Nei successivi lavori di ripristinio, svoltisi a La Spezia, furono eliminati 4 dei 6 tubi lanciasiluri e fu invece incrementato l'armamento antiaereo, sostituendo le quattro mitragliere da 13,2 mm con altrettante da 20/65 mm; furono inoltre imbarcati lanciabombe di profondità.
Tuttavia i lavori andarono piuttosto a rilento e l’FR 24, a differenza del gemello Lion, non entrò mai in servizio: il 9 settembre 1943, infatti, in seguito alla proclamazione dell'armistizio, la nave fu catturata a La Spezia dalle truppe tedesche.
Il 24 aprile 1945, prima della resa, le stesse truppe tedesche affondarono l’FR 24 nel porto di Genova.